# Вудворд Тауншип (округ Лайкомінг, Пенсільванія)
Вудворд Тауншип (англ. Woodward Township) — селище (англ. township) в США, в окрузі Лайкомінг штату Пенсільванія. Населення — 2046 осіб (2020).

## Демографія
Згідно з переписом 2010 року, у селищі мешкало 2200 осіб у 910 домогосподарствах у складі 642 родин. Було 965 помешкань
Расовий склад населення:
| - 97,4 % — білих - 0,6 % — азіатів - 0,4 % — чорних або афроамериканців - 0,3 % — корінних американців |

До двох чи більше рас належало 0,9 %. Частка іспаномовних становила 1,3 % від усіх жителів.
За віковим діапазоном населення розподілялося таким чином: 19,1 % — особи молодші 18 років, 64,0 % — особи у віці 18—64 років, 16,9 % — особи у віці 65 років та старші. Медіана віку мешканця становила 46,3 року. На 100 осіб жіночої статі у селищі припадало 102,0 чоловіків;  на 100 жінок у віці від 18 років та старших — 103,8 чоловіків також старших 18 років.
Середній дохід на одне домашнє господарство  становив 53 585 доларів США (медіана — 48 086), а середній дохід на одну сім'ю — 63 016 доларів (медіана — 60 068). Медіана доходів становила 43 938 доларів для чоловіків та 31 288 доларів для жінок. За межею бідності перебувало 17,7 % осіб, у тому числі 50,0 % дітей у віці до 18 років та 11,4 % осіб у віці 65 років та старших.
Цивільне працевлаштоване населення становило 1073 особи. Основні галузі зайнятості: освіта, охорона здоров'я та соціальна допомога — 24,0 %, виробництво — 17,2 %, роздрібна торгівля — 12,2 %, науковці, спеціалісти, менеджери — 10,7 %.